# Japanischer Hundszahn
Der Japanische Hundszahn (Erythronium japonicum) ist eine Pflanzenart aus der Familie der Liliengewächse (Liliaceae).

## Merkmale

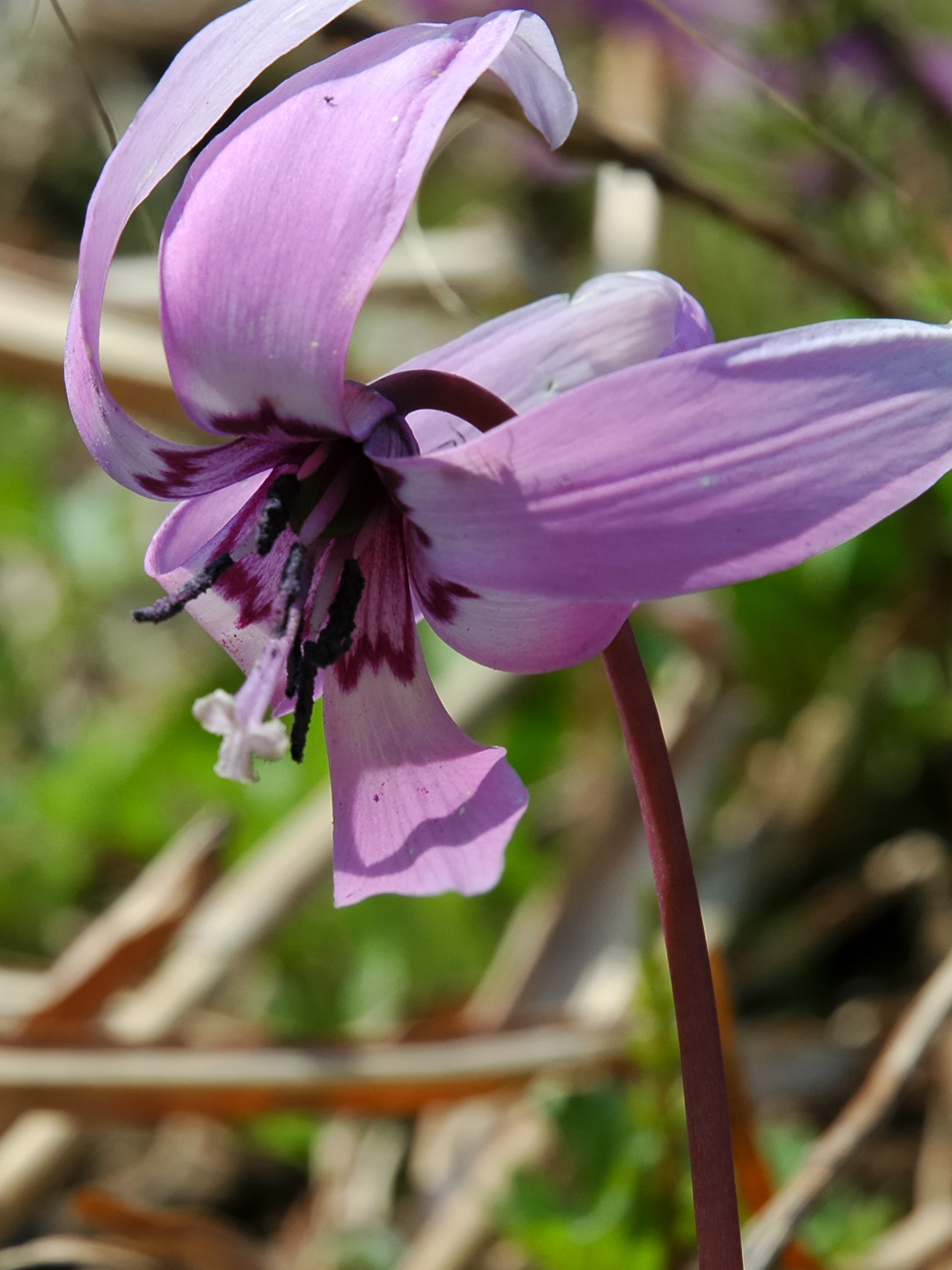
Blüte

Der Japanische Hundszahn ist eine ausdauernde, krautige Zwiebelpflanze, die Wuchshöhen von 16 bis 20 Zentimeter erreicht. Die Zwiebel misst 5 bis 6 × ungefähr 1 Zentimeter. An ihrer Basis befinden sich oft mehrere Tochterzwiebeln. Die Blattspreite misst 10 bis 11 × 2,5 bis 6,5 Zentimeter und ist elliptisch bis breit lanzettlich und kahl. Ihre Basis ist keilförmig, die Spitze stumpf, spitz oder stachelspitzig. Der Blattstiel ist 3 bis 4 Zentimeter lang. Die Blüten sind einzeln und befinden sich an langen Blütenstielen. Die Perigonblätter messen 50 bis 60 (selten ab 35) × 5 bis 11 Millimeter. An ihrem Grund findet sich an der Oberseite eine dreizähnige schwärzliche Zeichnung. Die Staubfäden sind weniger als 1 Millimeter breit und in der Mitte nicht verbreitert.
Die Blütezeit reicht von April bis Mai.
Die Chromosomenzahl beträgt 2n = 24.

## Vorkommen und Namen
Der Japanische Hundszahn kommt im Nordosten Chinas, in Korea, in Japan und auf den südlichen Kurilen vor. Die Art wächst in feuchten Wäldern im Tiefland.
Ihr chinesischer Name bedeutet „Schweinezahn-Blume“ (chinesisch 猪牙花, Pinyin zhu ya hua). In Japan heißt sie Katakuri, was entweder davon kommt, dass die Lilie (yuri) wie ein schiefer (katamu) Korb (kago) aussieht – katakago yuri → katako yuri → katakuri – oder weil die Blätter der Pflanze wie die Keimblätter als Teil (kata) einer Kastanie (kuri) aussehen, was sich auch in der japanischen Schreibweise der Pflanze als 片栗 wiederfindet.

## Systematik
Die Art wurde 1854 von Joseph Decaisne erstbeschrieben.

## Nutzung
In der japanischen Küche und für japanische Süßigkeiten wurde das ausgewaschene Pulver der zerstoßenen Knolle als Stärke verwendet, bis es größtenteils von der wesentlich günstigeren Kartoffelstärke abgelöst wurde, die dann auch dessen Namen übernahm und heute in Japan als katakuriko (Katakuri-Mehl) verkauft wird.
Der Japanische Hundszahn wird selten als Zierpflanze für Gehölzränder, Steingärten und trockene Rasen genutzt.